# 法政大學 (泰國)
泰國國立法政大學（皇家轉寫：Mahawitthayalai Thammasat，IPA：[tʰāmmásàːt]，簡稱，TU）位於泰國巴吞他尼市空鑾区，始創於1933年。 在1934年獲准成為法學與政治學方面的「公開大學」。 於1952年，正名為「泰國國立法政大學」。 自1960年，收緊入學要求，並要求新生入學要先通過入學考。

## 歷史
- 法政大學大屠殺

## 学科院系

### 社會科學與人文學院
- 法學院
- 商業與會計學院
- 政治科學學院
- 經濟學院
- 社會工作學院
- 文學院
- 新聞與大眾傳播學院
- 社會學與人類學學院
- 美術與應用藝術學院
- 創新學院
- 跨學科學院
- Pridi Banomyong 國際學院
- Puey Ungphakorn 發展研究學院
- 學習科學與教育學院

### 科技學院
- 科技學院
- 詩琳通國際技術學院
- 工程學院
- 建築與規劃學院

### 健康科學學院
- 醫學院
- 藥學院
- 聯合健康科學學院
- 牙醫學院
- 護理學院
- 公共衛生學院
- 朱拉蓬醫學院

- 全球研究學院

## 著名校友
- 农谢
- 差瓦拉·参威拉恭
- 帕差拉吉帝雅帕长公主
- 伊丽莎白·莎德勒·莱纳努柴（Lisa）
- 肯帕莎·斯莉蘇卡化（Cherry）
- 肖恩·金達科特（Sean）
- 拉妮·坎彭（Bella）
- 安查莎·蒙坤莎麦（Bifern）
- 艾麗莎·坤匡（Maprang）
- 薩博爾·阿薩瓦蒙空（Great）
- 帕潘妲·克林蘇曼（Noey）
- 普洛伊湘普·素帕莎（Jan）
- 農吉拉·叻卡準娜袞（Ferny）
- 琳拉達·考布瓦賽（Pie）
- 梅妮莎·春塞薩庫（Karn）
- 甘雅薇·诵恩（Thanaerng）
- 瑪緹娜·丹迪布拉素（Yam）
- 帕塔查雅·平莎莫（PP）
- 藍米達·緹拉帕（Prapye）
- 西瓦功·阿達蘇提坤（Porsche）
- 梅塔文·歐帕西安卡瓊（Win）
- 普提蓬·阿薩拉塔納功(Billkin)

## 外部参考
- 泰國國立法政大學 Thammasat University 官方網 （页面存档备份，存于）
- 维基共享资源上的相關多媒體資源：法政大學

13°45′21.07″N 100°29′27.16″E / 13.7558528°N 100.4908778°E